# Villesavin (grad)
Villesavin (francosko Château de Villesavin) je renesančni dvorec v kraju Tour-en-Sologne, departma Loir-et-Cher, Francija. Sodi v sklop gradov v dolini reke Loare, ki so družno zaščiteni kot Unescova svetovna dediščina. Dvorec v slogu italijanske podeželske vile je pritličen in razmeroma zračen, nima utrdbenih prvin. V središču dvorca je kvadratasto dvorišče s fontano.
Sedanjo obliko ima od 16. stoletja. Leta 1527 ga je po prihodu iz ujetništva v Pavii začel preurejati Jean Breton, dela pa naj bi trajala do leta 1537. 